# 诺基亚 Asha 305
诺基亚 Asha 305（中国大陆官方称诺基亚 3050）是一部诺基亚Asha系列的全触屏非智能手机，它是诺基亚最早的三款全触屏非智能手机之一，其它两部为Asha 306和Asha 311。Asha 305使用基于Series 40 开发者平台 2.0的Nokia OS系统，拥有一块3英寸的分辨率为240×400像素的电阻式触摸屏，并且支持双SIM卡。它的用户界面十分接近Symbian OS的用户界面，甚至拥有下拉式菜单。